# 7862 Keikonakamura
7862 Keikonakamura eller 1981 EE28 är en asteroid i huvudbältet som upptäcktes den 2 mars 1981 av den amerikanska astronomen Schelte J. Bus vid Siding Spring-observatoriet. Den är uppkallad efter Keiko N. Messenger.
Asteroiden har en diameter på ungefär 5 kilometer och den tillhör asteroidgruppen Koronis.